# Don Rogers (giocatore di football americano 1962)
Donald Lavert Rogers (Texarkana, 17 settembre 1962 – Sacramento, 27 giugno 1986) è stato un giocatore di football americano statunitense che ha militato nel ruolo di safety nella National Football League (NFL).

## Carriera
Rogers al college giocò a football a UCLA, venendo premiato come All-American. Fu scelto dai Cleveland Browns nel corso del primo giro (18º assoluto) del Draft NFL 1984. Vi giocò per due stagioni e 31 partite, con 2 intercetti.

## Morte
Rogers morì di arresto cardiaco a causa di un'overdose di cocaina il giorno prima del suo matrimonio. La sua morte giunse solamente dopo otto giorni da quella di Len Bias, una scelta del draft NBA, scomparso anch'egli per abuso di cocaina, portando a un dibattito nazionale sulla relazione tra droghe illegali e atleti.

## Palmarès
- PFWA All-Rookie Team - 1984